# La pietra di Luna (miniserie televisiva)
La pietra di Luna è uno sceneggiato televisivo del 1972, diretto dal regista Anton Giulio Majano e liberamente tratto dall'omonimo romanzo di Wilkie Collins. Il romanzo, che venne pubblicato a puntate nel 1868 sul periodico londinese All the Year Round, diretto da Charles Dickens, è stato più volte adattato per lo schermo e la televisione.

## Trama
Il colonnello Herncastle lascia in eredità alla nipote Rachele un prezioso diamante da lui sottratto con la violenza e l'omicidio a un idolo indiano. La sorella di Verinder, visti i burrascosi rapporti intercorsi tra lei e il defunto, sospetta che la gemma sarà foriera di sventura. In effetti, il diamante scompare e durante le indagini, Rachele si dimostra restia a collaborare con la polizia. Una delle domestiche, dapprima sospettata per il furto, si suicida: non era però la ladra. Si scoprirà che Franklin, il cugino di cui Rachele è innamorata, era stato l'incolpevole ladro, essendo stato drogato con del laudano da un medico che voleva sperimentare l'efficacia della droga sul giovane.
Franklin aveva rubato la pietra, si era macchiato il vestito toccando una porta verniciata di fresco (macchia che dimostrerà poi la sua "colpevolezza") e aveva nascosto il diamante in un luogo che credeva sicuro ma Godfrey, un altro cugino, pure lui innamorato di Rachele, disonestamente, aveva tenuto per sé la gemma. Rachele crede che Franklin sia responsabile del furto: cerca di occultare le prove che lo incriminano ma, al tempo stesso, non vuole più saperne di lui. Dovrà passare del tempo perché gli avvenimenti vengano chiariti: i custodi della pietra di Luna, tre bramini che si sono aggirati nell'ombra cercando di recuperare il loro tesoro, uccideranno Godfrey e riporteranno la preziosa gemma di nuovo in India.